# (19861) Auster
Auster (asteroide n.º 19861) es un asteroide del cinturón principal, a 2,3984464 UA. Posee una excentricidad de 0,1385116 y un período orbital de 1 696,75 días (4,65 años).
Auster tiene una velocidad orbital media de 17,85058515 km/s y una inclinación de 7,90563º.
Este asteroide fue descubierto en 24 de octubre de 2000 por LINEAR.